# Sanry-sur-Nied
Pour les articles homonymes, voir Sanry-lès-Vigy et Nied (homonymie).
Sanry-sur-Nied est une commune française située dans le département de la Moselle, en région Grand Est. Elle comprend Domangeville entre 1812 et 1936.

## Géographie
Le territoire communal est traversé par la Nied française.

### Communes limitrophes
| Laquenexy           | Pange          |            |
| Courcelles-sur-Nied | Sanry-sur-Nied | Bazoncourt |
| Sorbey              | Aube           | Lemud      |

### Hydrographie
La commune est située dans le bassin versant du Rhin au sein du bassin Rhin-Meuse. Elle est drainée par la Nied, le ruisseau d'Aube, le ruisseau de Woivre et le ruisseau de Chee.
La Nied, d'une longueur totale de 96,7 km, prend sa source dans la commune de Marthille, traverse 47 communes françaises, puis poursuit son cours en Allemagne où elle se jette dans la Sarre.

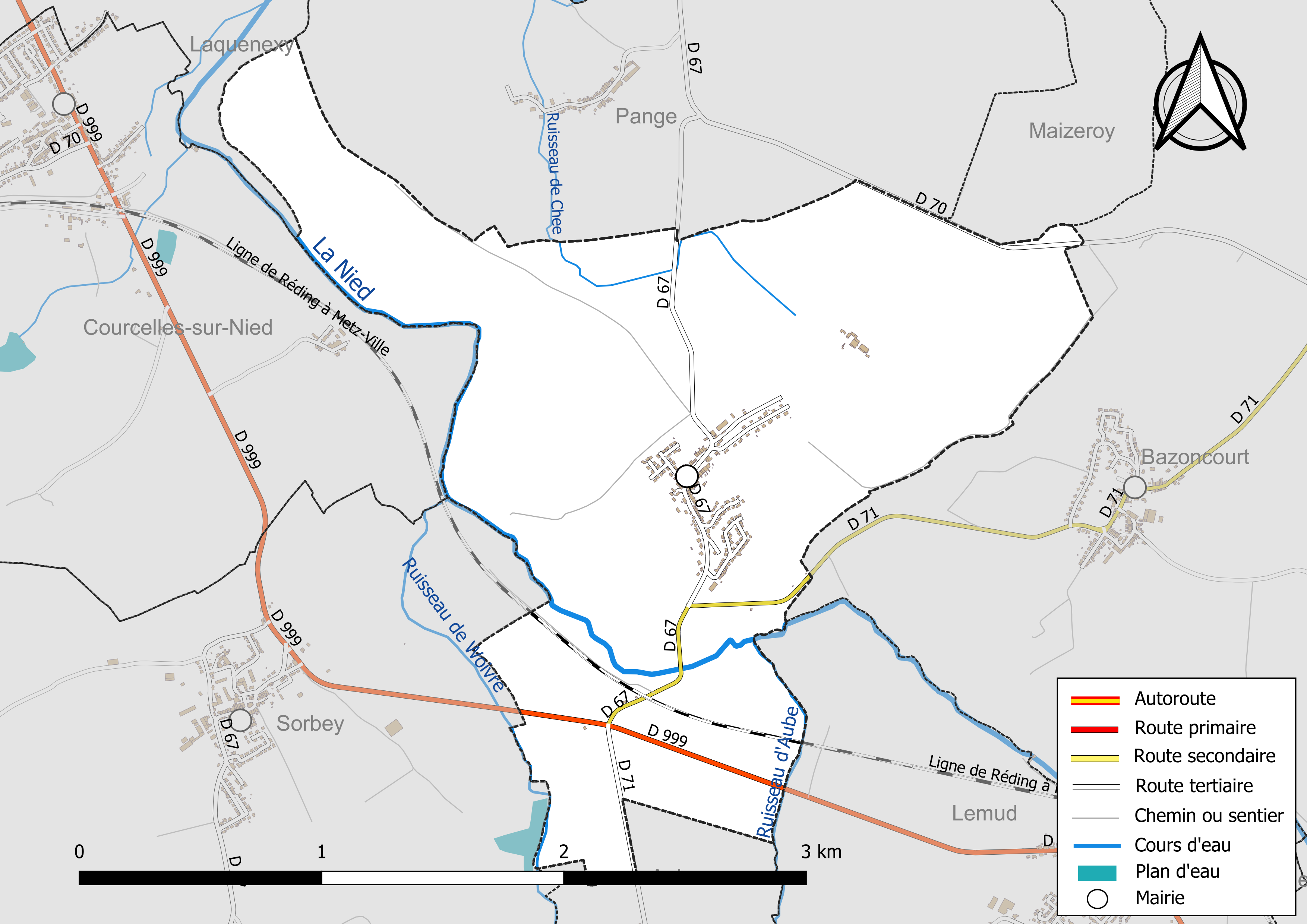
Réseaux hydrographique et routier de Sanry-sur-Nied.

La qualité des eaux des principaux cours d’eau de la commune, notamment de la Nied, peut être consultée sur un site spécial géré par les agences de l’eau et l’Agence française pour la biodiversité.

### Climat
Pour des articles plus généraux, voir Climat du Grand Est et Climat de la Moselle.
En 2010, le climat de la commune est de type climat océanique dégradé des plaines du Centre et du Nord, selon une étude du Centre national de la recherche scientifique s'appuyant sur une série de données couvrant la période 1971-2000. En 2020, Météo-France publie une typologie des climats de la France métropolitaine dans laquelle la commune est exposée à un climat semi-continental et est dans la région climatique  Lorraine, plateau de Langres, Morvan, caractérisée par un hiver rude (1,5 °C), des vents modérés et des brouillards fréquents en automne et hiver. 
Pour la période 1971-2000, la température annuelle moyenne est de 9,6 °C, avec une amplitude thermique annuelle de 16,8 °C. Le cumul annuel moyen de précipitations est de 796 mm, avec 12 jours de précipitations en janvier et 9,3 jours en juillet. Pour la période 1991-2020, la température moyenne annuelle observée sur la station météorologique de Météo-France la plus proche, « M.n.l. », sur la commune de Goin à 12 km à vol d'oiseau, est de 10,7 °C et le cumul annuel moyen de précipitations est de 678,8 mm. 
La température maximale relevée sur cette station est de 39,5 °C, atteinte le 24 juillet 2019 ; la température minimale est de −16,3 °C, atteinte le 2 janvier 1997,,. 
Les paramètres climatiques de la commune ont été estimés pour le milieu du siècle (2041-2070) selon différents scénarios d'émission de gaz à effet de serre à partir des nouvelles projections climatiques de référence DRIAS-2020. Ils sont consultables sur un site spécial publié par Météo-France en novembre 2022.

## Urbanisme

### Typologie
Au 1er janvier 2024, Sanry-sur-Nied est catégorisée commune rurale à habitat dispersé, selon la nouvelle grille communale de densité à sept niveaux définie par l'Insee en 2022.
Elle est située hors unité urbaine. Par ailleurs la commune fait partie de l'aire d'attraction de Metz, dont elle est une commune de la couronne,. Cette aire, qui regroupe 245 communes, est catégorisée dans les aires de 200 000 à moins de 700 000 habitants,.

### Occupation des sols
L'occupation des sols de la commune, telle qu'elle ressort de la base de données européenne d’occupation biophysique des sols Corine Land Cover (CLC), est marquée par l'importance des territoires agricoles (91 % en 2018), en diminution par rapport à 1990 (99,9 %). La répartition détaillée en 2018 est la suivante : 
terres arables (72,3 %), prairies (18,1 %), zones urbanisées (8,8 %), zones agricoles hétérogènes (0,7 %), forêts (0,1 %). L'évolution de l’occupation des sols de la commune et de ses infrastructures peut être observée sur les différentes représentations cartographiques du territoire : la carte de Cassini (XVIIIe siècle), la carte d'état-major (1820-1866) et les cartes ou photos aériennes de l'IGN pour la période actuelle (1950 à aujourd'hui).

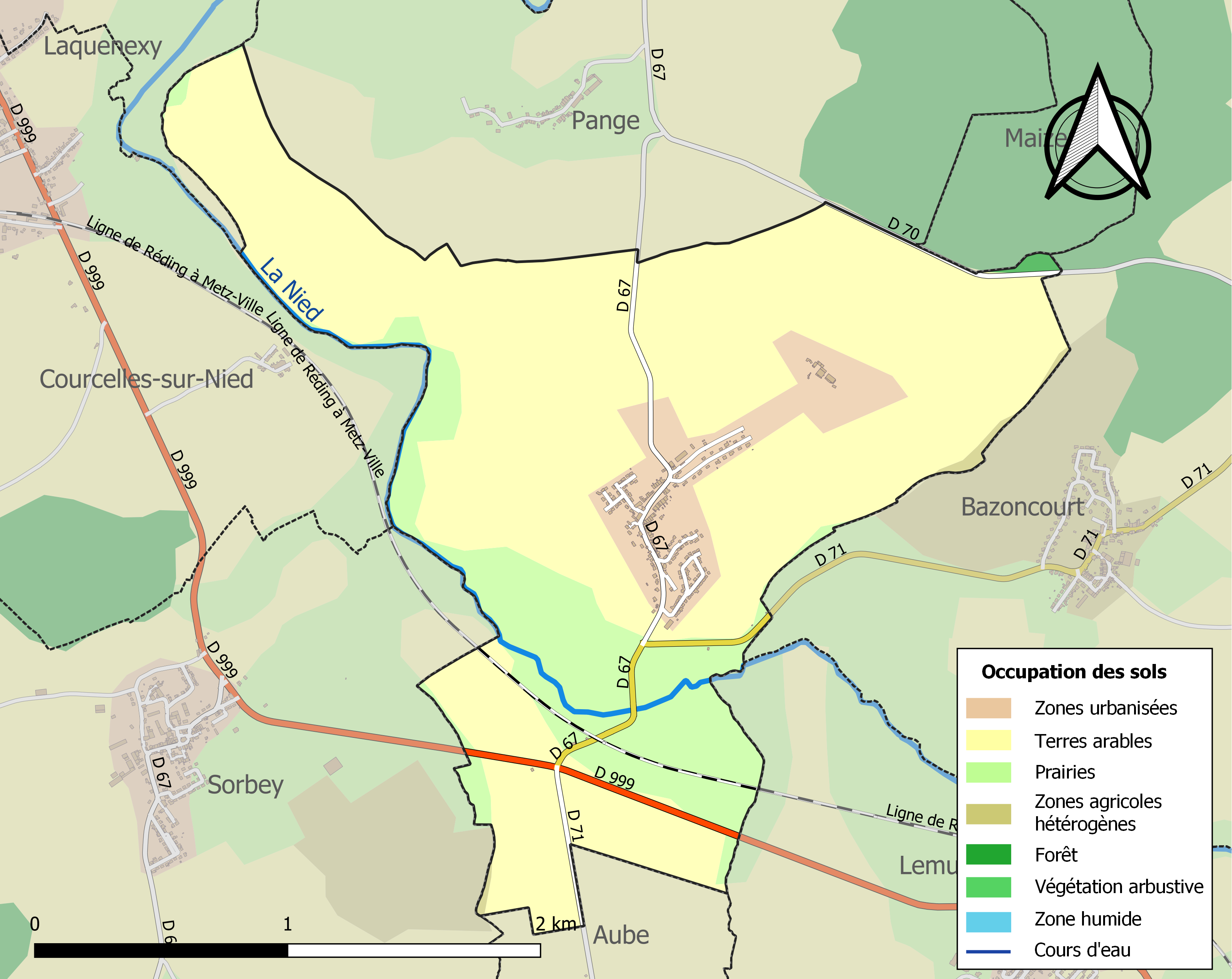
Carte des infrastructures et de l'occupation des sols de la commune en 2018 (CLC).

## Toponymie
Le nom de la commune aurait pour origine Sanrinuis, dérivé de Senuis, un nom latin. Le moulin de Senrei est mentionné en 1196 et appartient à l'abbaye de Saint-Sauveur. Évolution du nom du village à travers les âges :
- 1235 : Sanray et Sanrei ;
- 1239 : Sanrrei ;
- 1250 : Xanrei ;
- 1386 : Jenanrey ;
- 1404 : Sanrey sus Niet ;
- 1491 : Sanri surs Niedz ;
- 1681 : Xanrey ;
- 1869 : Sanry-sur-Nied ;
- 1915–18 : Sanrigen an der Nied (en allemand) ;
- 1918 : Sanry-sur-Nied[14] ;
- 1940–44 : Senn an der Nied.

## Histoire
Le village est cité pour la première fois en 1235. Il fait partie du Saulnois, en Pays messin. Le domaine appartient à la collégiale Saint-Sauveur de Metz durant le Moyen Âge.
Domangeville est réuni à Sanry-sur-Nied par décret 31 juillet 1812.
En 1817, le village compte 6 ha de vignobles (48 vignes de vin médiocres). Le saint patron du village, saint Urbain Ier, patron des tonneliers, est fêté le 25 mai. La fête patronale avait lieu le dimanche suivant.
Domangeville est cédée à Pange en 1936.

## Politique et administration
| Période                                  | Période   | Identité               | Étiquette | Qualité |
| ---------------------------------------- | --------- | ---------------------- | --------- | ------- |
| mars 1995                                | mars 2008 | René Pate              |           |         |
| mars 2008                                | mai 2020  | Dominique Bir          |           | Maire   |
| mai 2020                                 | En cours  | Marie-Laure Poinsignon |           | Maire   |
| Les données manquantes sont à compléter. |           |                        |           |         |

La mairie est située rue Principale.

## Population et vie culturelle
Depuis 2011, quelques bénévoles s’occupent des décorations et du fleurissements de la commune.

### Démographie
L'évolution du nombre d'habitants est connue à travers les recensements de la population effectués dans la commune depuis 1793. Pour les communes de moins de 10 000 habitants, une enquête de recensement portant sur toute la population est réalisée tous les cinq ans, les populations de référence des années intermédiaires étant quant à elles estimées par interpolation ou extrapolation. Pour la commune, le premier recensement exhaustif entrant dans le cadre du nouveau dispositif a été réalisé en 2006.

En 2022, la commune comptait 422 habitants, en évolution de +42,57 % par rapport à 2016 (Moselle : +0,52 %, France hors Mayotte : +2,11 %).
| 1793 | 1800 | 1806 | 1821 | 1836 | 1841 | 1861 | 1866 | 1871 |
| ---- | ---- | ---- | ---- | ---- | ---- | ---- | ---- | ---- |
| 243  | 220  | 265  | 399  | 450  | 436  | 372  | 372  | 326  |

| 1875 | 1880 | 1885 | 1890 | 1895 | 1900 | 1905 | 1910 | 1921 |
| ---- | ---- | ---- | ---- | ---- | ---- | ---- | ---- | ---- |
| 307  | 311  | 319  | 336  | 327  | 286  | 305  | 329  | 290  |

| 1926 | 1931 | 1936 | 1946 | 1954 | 1962 | 1968 | 1975 | 1982 |
| ---- | ---- | ---- | ---- | ---- | ---- | ---- | ---- | ---- |
| 287  | 298  | 293  | 160  | 185  | 161  | 164  | 162  | 221  |

| 1990 | 1999 | 2006 | 2011 | 2016 | 2021 | 2022 | - | - |
| ---- | ---- | ---- | ---- | ---- | ---- | ---- | - | - |
| 310  | 343  | 331  | 318  | 296  | 389  | 422  | - | - |

## Vie locale

### Association
- Association physique sportive et culturelle de Sanry-sur-Nied.

### Enseignement
Un regroupement des communes de Bazoncourt, Sanry-sur-Nied et Sorbey a permis la création d’un accueil périscolaire et d’une cantine (environ 45 enfants).

## Culture locale et patrimoine

### Lieux et monuments
- Chapelle Saint-Urbain, construite après 1945. La cloche de l'ancienne chapelle a été conservée.
- colombier ;
- city stade, premier équipement du genre en France[14] ;
- château-ferme[21].

### Personnalités liées à la commune
- Jean Joxé (1824-1916), fonctionnaire des postes, député et maire d'Angers.
- Cellier Camille (1899-1941), ancien maire d'Anvers, mort durant la Seconde Guerre mondiale.

### Héraldique
| Blason de Sanry-sur-Nied | Blason  | Coupé : au 1er de gueules à l'agneau pascal d'argent, au 2e d'or à une croix de gueules et au franc-quartier d'argent chargé d'un lion de sable, armé et lampassé de gueules et couronné d'or.                                  |
| Blason de Sanry-sur-Nied | Détails | Le blason de la commune porte en chef les armes de la collégiale Saint-Sauveur et en pointe celles de la famille Serrières, « voué » de la collégiale aux XVe et XVIe siècles. Le statut officiel du blason reste à déterminer. |